# Tropiduchus notatus
Tropiduchus notatus är en insektsart som beskrevs av Melichar 1914. Tropiduchus notatus ingår i släktet Tropiduchus och familjen Tropiduchidae. Inga underarter finns listade i Catalogue of Life.